# Port lotniczy Timbedra
Port lotniczy Timbendra (IATA: TMD, ICAO: GQNH) – port lotniczy położony w Timbendra, w regionie Haud asz-Szarki, w Mauretanii.